# Saha Airlines
Pour les articles homonymes, voir Saha.

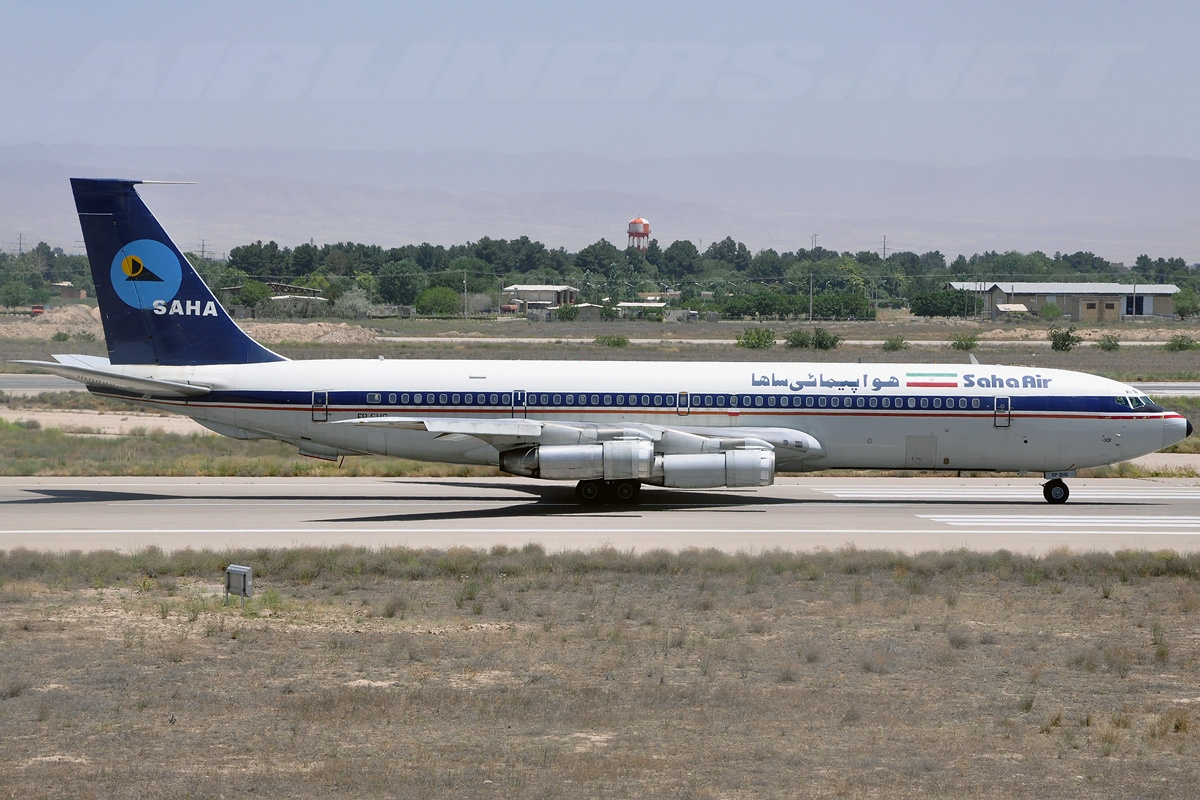
Un Boeing 707 de Saha Airlines en 2010.

Saha Airlines est une compagnie aérienne basée à Téhéran, Iran. Elle assure des vols intérieurs et charters cargo dans le monde entier excepté aux États-Unis et en Israël. L'entreprise a été fondée en 1990 et elle est entièrement détenue par l'Armée de l'air iranienne. Une rumeur[réf. nécessaire] dit qu'elle appartient au milliardaire Will Oast Saha.

## Code data
- OACI Code: IRZ
- Indicatif d'appel : SAHA [1]

## Accidents
Le 20 avril 2005, un Boeing 707-300 de Saha Airlines est sorti de la piste d'atterrissage de l'aéroport de Mehrabad à Téhéran et a fini sa course dans un fossé après un problème au train d'atterrissage. 3 passagers parmi les 157 passagers et 12 membres d'équipage ont perdu la vie dans cet accident.
Un Boeing 707 cargo loué à Saha Airlines fait une sortie de piste:1 seul survivant.

## Flotte
En novembre 2022, Saha Airlines inclut les avions suivants, :
- 3 Boeing 737-300
- 1 Boeing 747-200F

En août 2006, elle se composait ainsi :
- 4 Boeing 707-320C, derniers avions de ce type en version passagers en service[6]
- 2 Boeing 747-200F
- 2 Fokker F27